# Asunden
Se även Åsunden.
Asunden är en ö utanför Slite på nordöstra Gotland, något nordöst om Enholmen och Grunnet. Ön är cirka två km lång i nordsydlig riktning och som bredast cirka en km.
Asunden var militärt skyddsområde fram till slutet av 1990-talet, men nu råder inte längre något landstigningsförbud. På Asunden fanns tidigare ett kustartilleribatteri bestående av tre pjäser; två av dem fanns på Asunden och en på Hammarlandet norr om ön, som var ett av landets modernaste. Östsidan av ön bildade 2007 ett naturreservat på 7,9 hektar, varav tre hektar land och 4,9 hektar vatten, vilket 2021 uppgick i Slite skärgårds naturreservat. Inom naturreservatet finns ett stort antal stora raukar, av vilka några hör till de största på Gotland. Det finns drygt 25 raukar som är mer än två meter höga. Den högsta är nio meter hög. Raukområdet avsattes 1930 som naturminnesmärke som överfördes till naturreservat i och med 1964 års naturvårdslag.
Asunden har en rik flora med bland annat strandkål och luddvedel och ett mycket rikt fågelliv på strandängarna på öns nordvästra del. Strandängarna ingår i det europeiska ekologiska nätverket Natura 2000.

## Fotogalleri

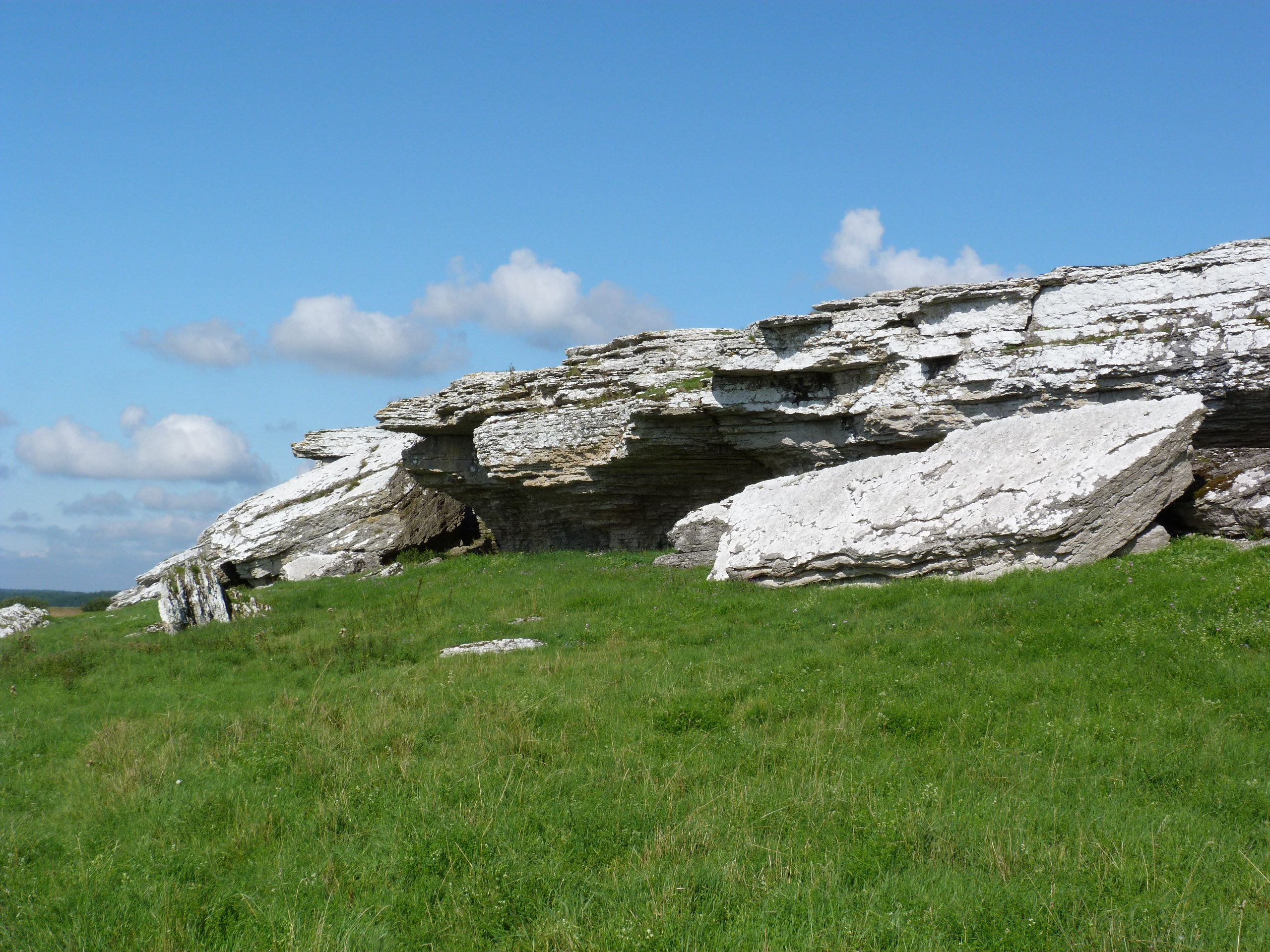
Erosion på Asunden.
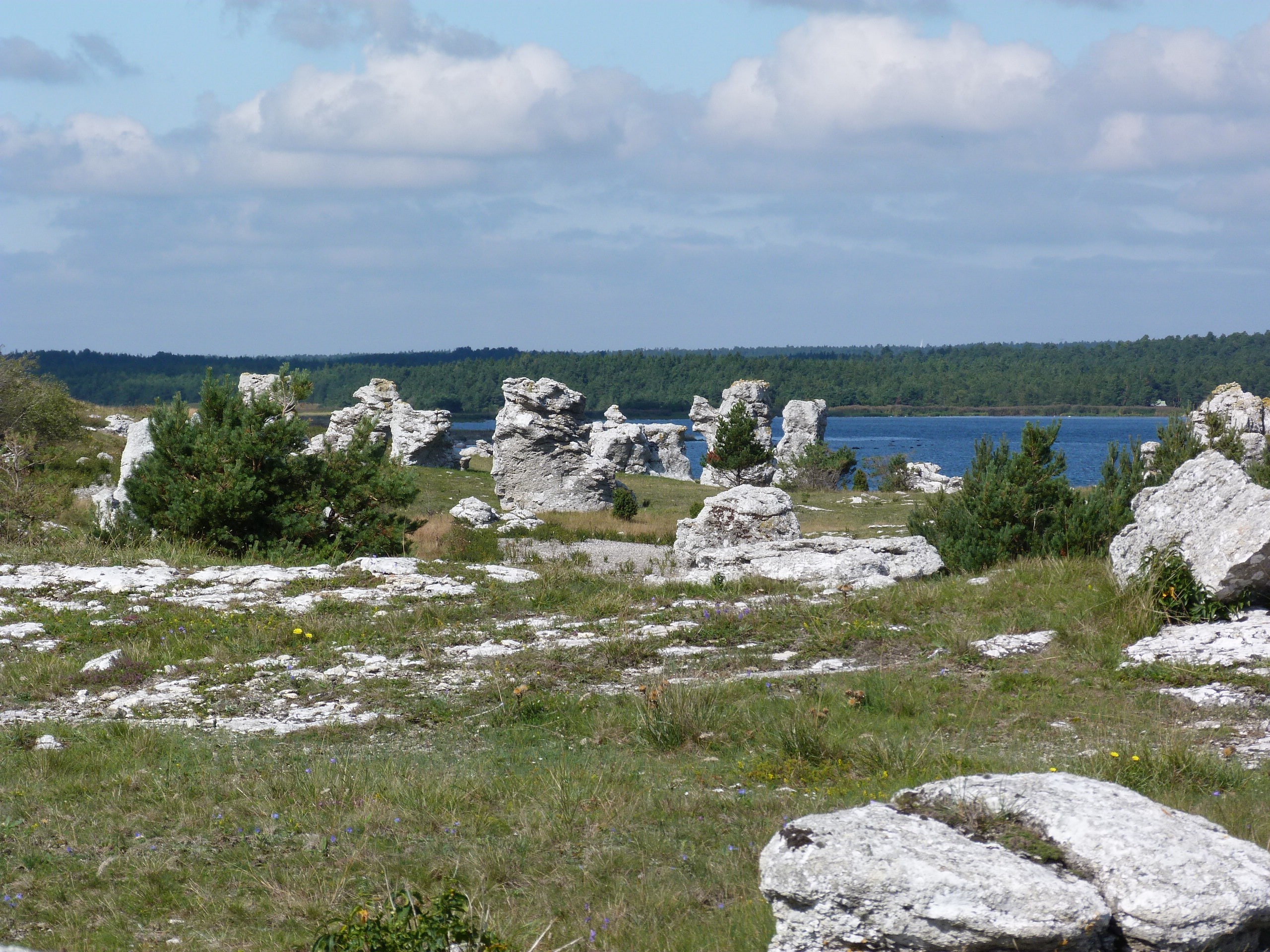
På nordöstra delen av Asunden finns det ett raukfält.
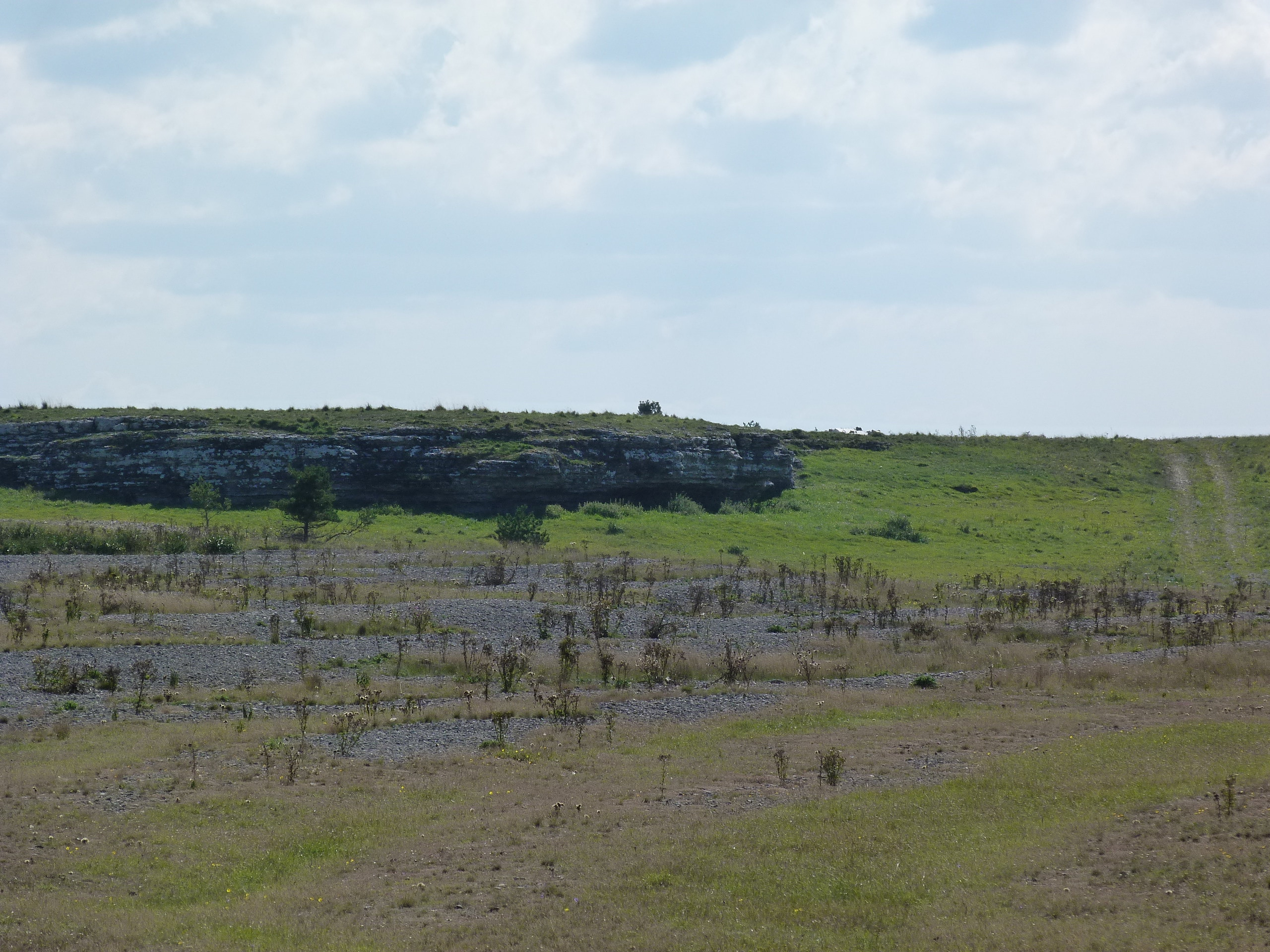
Vy över Asunden.
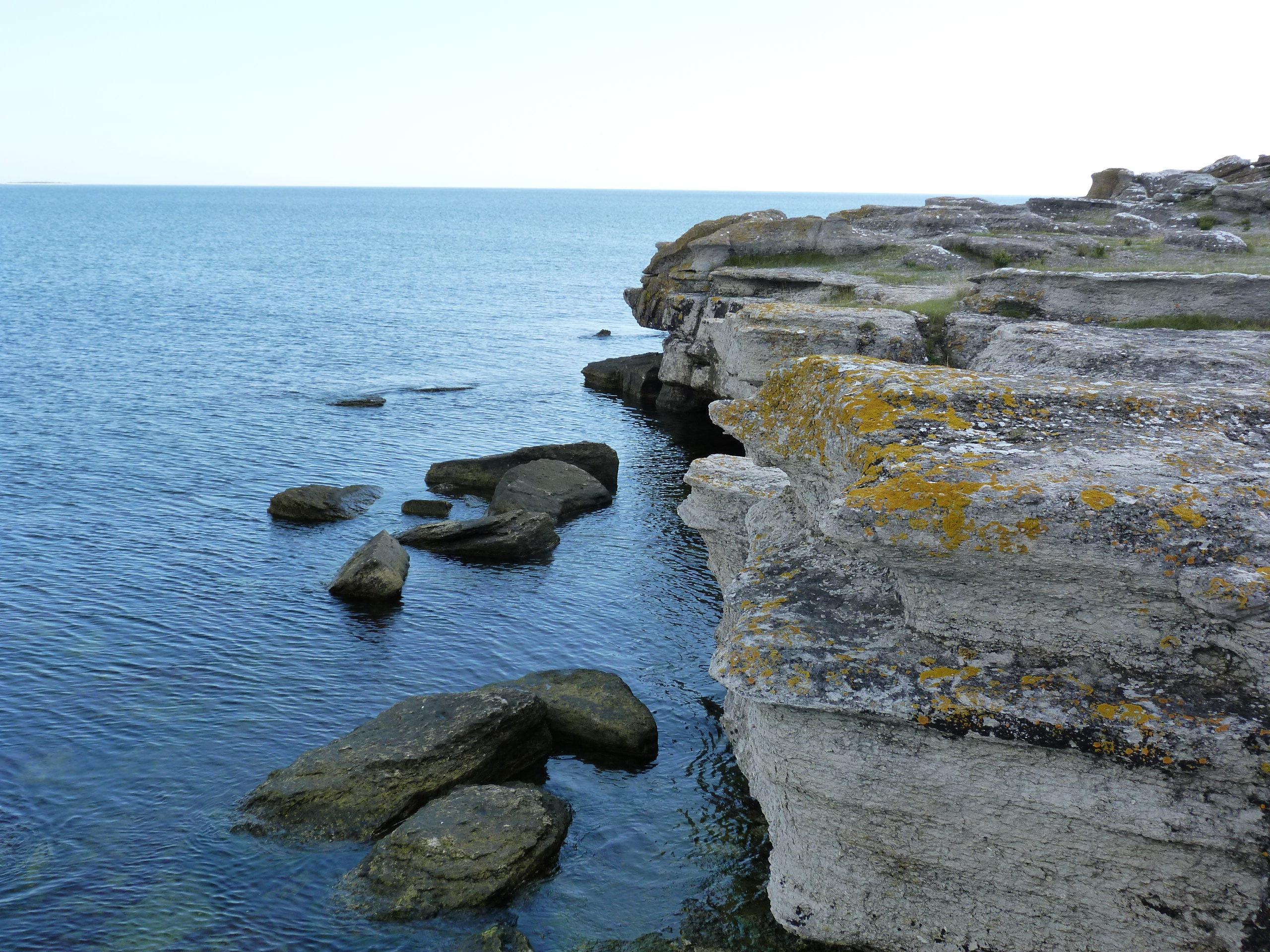
Östra sidan av ön består av mycket klippor.
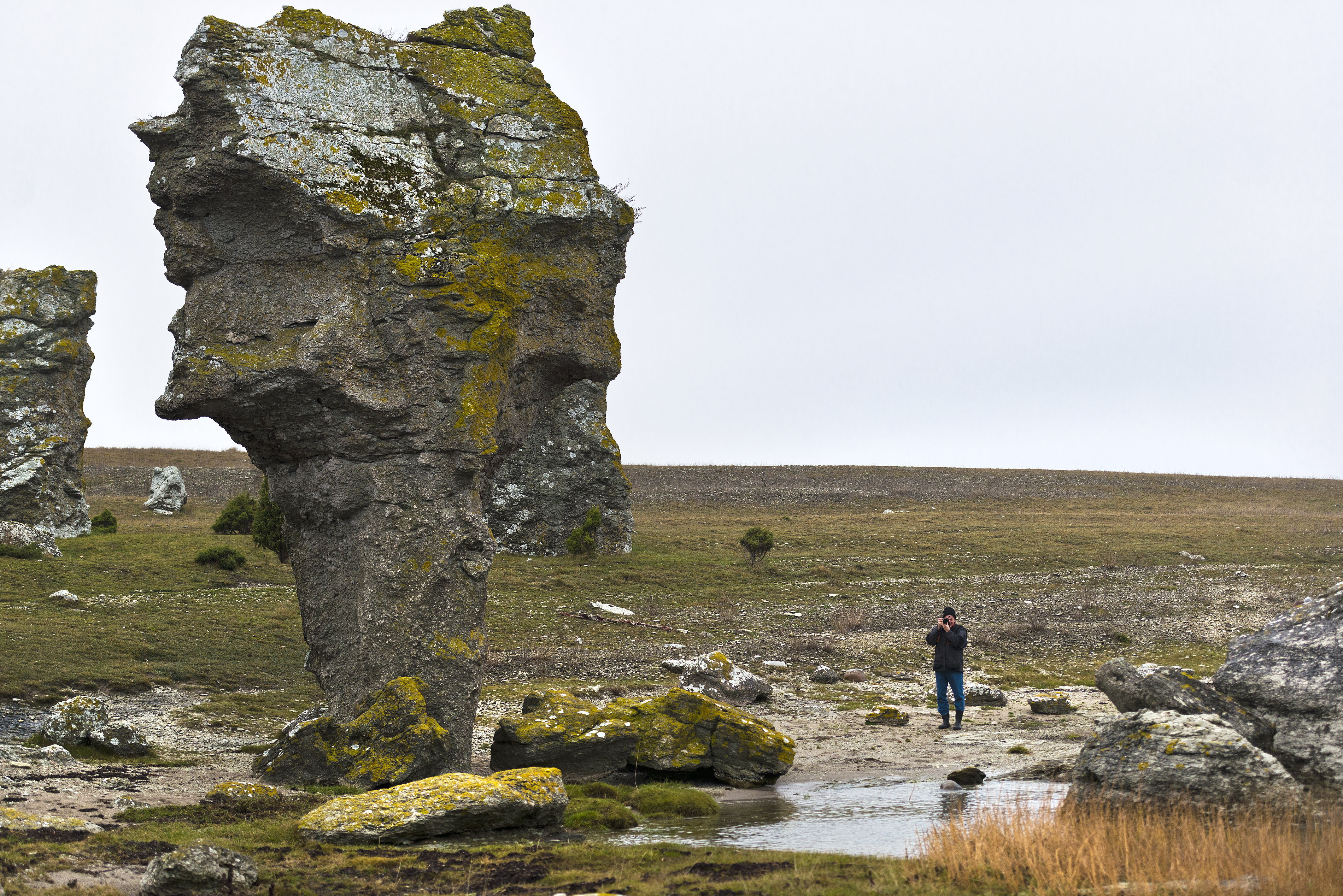